# 威宁趾沟蛙
威宁趾沟蛙（学名：Pseudorana weiningensis）为赤蛙科趾沟蛙属下的唯一种，是中国的特有物种。分布于四川、云南、贵州等地，主要栖息于溪流以及岸边树叶下或草丛中。其生存的海拔范围为1700至2950米。该物种的模式产地在贵州威宁。
2004年被IUCN评为易危，2019年改为无危 。